# Palm Towers
Las Palm Towers son un complejo de dos rascacielos de oficinas situado en la West Bay de Doha (Catar). Los dos edificios tienen 58 plantas y 245 metros de altura cada uno, y fueron inaugurados en 2011. Comparten el sexto lugar en la lista de los edificios más altos de Catar.

## Descripción
Diseñadas para evocar a una palmera, las dos torres, de planta hexagonal, se inspiraron en este símbolo de la supervivencia en los abrasadores desiertos de los países árabes. Pretenden hacer una declaración en el skyline de Doha al ser dos de los edificios más altos de la ciudad. Una imagen básica, profundamente arraigada en la memoria del público, se transforma así en uno de los elementos arquitectónicos más prominentes en el skyline de Doha. Cada edificio tiene 58 plantas revestidas de vidrio, separadas en tres secciones por paneles de acero inoxidable que recuerdan al tronco del árbol. Las torres parecen obeliscos modernos con sus formas simbólicas y sus ángulos afilados.
Las torres, con una superficie construida total de 82 473 m², incluyen oficinas dúplex especiales para satisfacer las necesidades específicas de ciertos clientes, además de oficinas ordinarias. Contribuyen a la eficiencia del diseño su núcleo circular y su planta hexagonal. Las dos torres están conectadas en su parte inferior por una estructura de ocho plantas que contiene un estacionamiento.
El revestimiento de ambos edificios consiste en una composición de vidrio templado transparente grabado al ácido de 10 milímetros de espesor con pintura posterior blanca y una capa gris con bordes achaflanados de 2 milímetros en todos sus lados.
Los dos edificios recibieron el certificado de construcción sostenible LEED oro en 2012.